# Hohaiyan Rock Festival
Le Hohaiyan Rock Festival (chinois simplifié : 贡寮国际海洋音乐祭 ; chinois traditionnel : 貢寮國際海洋音樂祭 ; pinyin : Gòngliáo Guójì Hǎiyáng Yīnyuèjì) est un festival de rock organisé dans le district de Gongliao (Nouveau Taipei, Taïwan),, actif entre 2000 et 2019. 

## Histoire
Le nom « Hohaiyan » vient du fait historique que Taïwan est une île entourée de mer et de vagues. Les aborigènes taïwanais entendaient le son des vagues qui arrivaient sur le rivage avec une mélodie de « ho-hai-yan », et depuis lors, « Hohaiyan » signifie pour eux les vagues et les océans. Cet événement musical gratuit est lancé pour la première fois le 15 juillet 2000.
Le festival ayant été inactif de 2020 à 2022, en raison de la pandémie de Covid-19, il est décidé d'y mettre fin en 2023.